# Aspilapteryx multipunctella
Aspilapteryx multipunctella is een vlinder uit de familie mineermotten (Gracillariidae). De wetenschappelijke naam is voor het eerst geldig gepubliceerd in 1916 door Chretien.
De soort komt voor in Europa.